# Kim Dae-Ik
Kim Dae-Ik es un deportista surcoreano que compitió en judo. Ganó una medalla de bronce en el Campeonato Mundial de Judo de 1995 y una medalla de oro en el Campeonato Asiático de Judo de 1995.

## Palmarés internacional
| Campeonato Mundial  | Campeonato Mundial  | Campeonato Mundial | Campeonato Mundial |
| Año                 | Lugar               | Medalla            | Categoría          |
| ------------------- | ------------------- | ------------------ | ------------------ |
| 1995                | Chiba (Japón)       | Medalla de bronce  | –65 kg             |
| Campeonato Asiático |                     |                    |                    |
| Año                 | Lugar               | Medalla            | Categoría          |
| 1995                | Nueva Delhi (India) | Medalla de oro     | –65 kg             |